# Borislav Cvetković
Borislav Cvetković (Karlovac, 30 de setembro de 1962) é um ex-futebolista e treinador profissional croata, que atuou pela ex-Iugoslávia, medalhista olímpico.

## Carreira
Borislav Cvetković pela Seleção Iugoslava de Futebol, jogou a Eurocopa de 1984, as Olimpiádas do mesmo ano.